# Sinfonia inacabada (Tchaikovski)
A Sinfonia inacabada em Mi bemol maior começou a ser escrita pelo compositor Piotr Ilitch Tchaikovski em maio de 1892, que a abandonou em novembro do mesmo ano. Apenas parte do primeiro movimento foi concluído.
Na década de 1950, Semyon Bogatyrev a reconstruiu a partir dos manuscritos. Essa versão teve sua estreia em Moscou, Rússia, dia 7 de fevereiro de 1957, regida por Mikhail Terian.
A sinfonia inacabada é frequente e incorretamente chamada de Sinfonia Nº 7.
Em 1893, Tchaikovski voltou a trabalhar o primeiro movimento como o Concerto para piano e orquestra No. 3, os movimentos II e IV como o Andante e finale para piano e orquestra e o terceiro como o scherzo-fantasia do op. 72, Dix-huit morceaux para piano.

## Movimentos
1. Allegro brillante
2. Andante
3. Scherzo — Vivace assai
4. Finale — Allegro maestoso

## Instrumentação

### Madeiras
- 1 piccolo
- 3 flautas
- 2 oboés
- 2 clarinetes (em Si bemol)
- 2 fagotes

### Metais
- 4 trompas (em Fá)
- 2 trompetes (em Si bemol)
- 3 trombones
- 1 tuba

### Percussão
- Tímpano
- Triângulo
- Caixa clara
- Pratos
- Bumbo

### Cordas
- Violinos I
- Violinos II
- Violas
- Violoncelos
- Contrabaixos
- Harpa